# エリザベート王妃国際音楽コンクール
エリザベート王妃国際音楽コンクール（エリザベートおうひこくさいおんがくコンクール、フランス語: Concours musical international Reine Élisabeth de Belgique, オランダ語: Internationale Muziekwedstrijd Koningin Elisabeth van België, 英語: Queen Elisabeth International Music Competition of Belgium）は、ベルギーのブリュッセルで開催される国際音楽コンクール。チャイコフスキー国際コンクール、ショパン国際ピアノコンクールと並ぶ、世界三大コンクールの一つと言われる。

## 概要
ベルギーの首都ブリュッセルで4年ごとに開催されている。世界三大コンクールの中で最も歴史が古く、他の2つのコンクールのように、主催国出身の音楽家に対する過剰な思い入れがなく、審査は比較的公平だと言われている。前身は、ベルギーの生んだヴァイオリンの巨匠ウジェーヌ・イザイ（1856年 - 1931年）を讃えるために創設されたイザイ国際コンクールであった。
1951年、ベルギー青少年音楽院の創設者ルネ・ニコリが提唱し、音楽に深い理解を持っていたベルギーの元王妃エリザベート（アルベール1世の王妃で、同年に即位したボードゥアン1世の祖母）の名を冠した国家的行事に格上げされた。年齢制限はかつては34歳までで争われていたが、1990年代に27歳へ変更、現在は30歳である。現行部門は、ピアニスト、ヴァイオリニスト、声楽家、チェリストのためのものである。
第1位の賞金については、2006年の作曲部門が10,000ユーロ、2007年のピアノ部門、2008年の声楽部門、2009年のヴァイオリン部門がそれぞれ20,000ユーロである。ピアノとヴァイオリン部門は、ダリウス・ミヨーなどの大家に協奏曲の作曲を依頼し、城の中で10日間で演奏させるルールで有名で、これは現在も守られている。のちに作曲部門が併催されたが、2012年度で打ち切られている。
1990年代から20年以上にもわたり、ピアノ部門とヴァイオリン部門の要綱には「新曲演奏は作曲部門の優勝者の作品」という規約があったが、2015年度からはこの限りではなくなり、委嘱者の作品を演奏する規約に改定された。2017年は作曲部門が廃止された代わりとして、新たにチェロ部門を開催することが決定し現在に至る。

## ルール
ショパン国際ピアノコンクールで、「Distinctionsがセミファイナルなのかファイナルなのか、年によって毎回変動し、予選会の数まで勝手に審査員に変えられる」というメディア側からの批判を受けたことを反省し、ここでの受賞者はFinalist、Semi-Finalistという呼称を採用している。ファイナリスト上限は12人、セミファイナリスト上限は24人と決まっている。
提示される課題曲の選択がヴァイオリンやチェロ、声楽部門は予選会から非常に狭いのに対し、ピアノは非常に広く設定しているのでピアニスト同士で予選曲の重複は回避できるようになっている。しかし、ヴァイオリンとピアノの本選曲はベルギーの保守的な楽壇を考慮して、ここ40年ほど全く代わり映えがない。この代わり映えのなさを打開するためか、2019年のヴァイオリン部門の本選の協奏曲は「2019年用課題協奏曲」と「任意(スコアとパート譜が用意できるもののみ)」とされており、選択リストが存在しなくなった。
2021年はCovid-19感染リスク軽減のためファイナリストは6人に半減されたものの、2022年にはCovid-19感染の危険性が残っているにもかかわらずファイナリストは12人であった。

## 開催年度

### ヴァイオリン
- 1937, 1951, 1955, 1959, 1963, 1967, 1971, 1976, 1980, 1985, 1989, 1993, 1997, 2001, 2005, 2009, 2012, 2015, 2019.

### ピアノ
- 1938, 1952, 1956, 1960, 1964, 1968, 1972, 1975, 1978, 1983, 1987, 1991, 1995, 1999, 2003, 2007, 2010, 2013, 2016, 2021.

### 作曲
- 1953, 1957, 1961, 1965, 1969. 1977, 1982, 1991, 1993, 1995, 1997, 1999, 2001, 2003, 2007, 2010, 2013年で無期限休止

### 声楽
- 1988, 1992, 1996, 2000, 2004, 2008, 2011, 2018, 2023.

### チェロ
- 2017. 2022.

## 開催年と入賞者
詳細はこちら
。

### 1937年 ウジェーヌ・イザイ・コンクール（ヴァイオリン部門）
- 第1位 ダヴィッド・オイストラフ（ソ連）
- 第2位 リカルド・オドノポソフ（オーストリア）
- 第3位 エリザベス・ギレリス（英語版） （ソ連）
- 第4位 ボリス・ゴールドシュタイン（ソ連）
- 第5位 マリナ・コゾルポヴァ(Marina KOZOLUPOVA) （ソ連）
- 第6位 ミハイル・フィフテンホルツ （ソ連）
- 第7位 ローラ・ボベスコ（ルーマニア）
- 第8位 ポール・マハノフスキー(Paul MAKHANOVITZKI) （スウェーデン）
- 第9位  Róbert Virovay（ハンガリー）
- 第10位 アンゲル・レイジェス（英語版） （キューバ）
- 第11位 リッカルド・ブレンゴーラ（イタリア）
- 第12位 ジャン・シャンペール (Jean CHAMPEIL) （フランス）

### 1938年 ウジェーヌ・イザイ・コンクール（ピアノ部門）
- 第1位 エミール・ギレリス（ソ連）
- 第2位 メアリ・ジョンストン（イギリス）
- 第3位 ヤコフ・フリエール（ソ連）
- 第4位 ランス・ドッサー（英語版） （イギリス）
- 第5位 ニビャ・マリーニョ （ウルグアイ）
- 第6位 ロベルト・リーフリンク（ノルウェー）
- 第7位 アルトゥーロ・ベネデッティ・ミケランジェリ（イタリア）
- 第8位 アンドレ・ドュモルティエ（英語版） （ベルギー）
- 第9位 ローズル・シュミット（ドイツ）
- 第10位 モニク・ド・ラ・ブリュショルリ （フランス）
- 第11位 マルセラ・バルゼッティ (Marcella BARZETTI) （イタリア）
- 第12位 コレット・ガヴォー(Colette GAVEAU) （フランス）

### 1951年 ヴァイオリン部門
- 第1位 レオニード・コーガン（ソ連）
- 第2位 ミハイル・ヴァイマン（ソ連）
- 第3位 エリーゼ・ツェルファルビ (Elise Cserfalvi)（無国籍）
- 第4位 テオ・オロフ（オランダ）
- 第5位 アレクセイ・ゴロホフ （ソ連）
- 第6位 ハイディ・ギグラー (Hedi GIGLER) （オーストリア）
- 第7位 オルガ・カヴエルズネヴァ(Olga KAVERZNEVA) （ソ連）
- 第8位 ルーベン・ヨルダノフ（フランス語版）（ブルガリア）
- 第9位 フレデル・ラック（英語版）（アメリカ）
- 第10位 ピエール・ドゥーカン (Pierre DOUKAN) （フランス）
- 第11位 ピエール・ダルシャンボー（英語版）（アメリカ）
- 第12位 ケース・コーパー（英語版）（オランダ）

### 1952年 ピアノ部門
- 第1位 レオン・フライシャー（アメリカ）
- 第2位 カール・エンゲル（スイス）
- 第3位 マリア・ティーポ（イタリア）
- 第4位 フランツ・ブルー（英語版） （ベルギー）
- 第5位 ローレンス・デイヴィス (Lauwrence DAVIS)（オーストリア）
- 第6位 Lamar CROWSON （アメリカ）
- 第7位 セオドア・レトヴィン（英語版）（アメリカ）
- 第8位 ユーリ・ブーコフ（英語版）（ブルガリア）
- 第9位 ジャック・クロード (Jacques COULAUD)（フランス）
- 第10位 フィリップ・アントルモン（フランス）
- 第11位 ハンス・グラーフ (Hans GRAF) （オーストリア）
- 第12位 ジャニーヌ・キネ　(Janine KINET) （ベルギー）

### 1953年 作曲部門
- 第1位 ミハウ・スピサック（ポーランド）
- 第2位 ジャン-ミシェル・ドュファイ（英語版） （フランス）
- 第3位 カルロ・フランチ（イタリア語版） （イタリア）
- 第4位 アルヴィン・エトラー（英語版）（アメリカ）
- 第5位 マタイス・フェルミューレン（英語版）（オランダ）
- 第6位 ミジェル・シリー（フランス語版）（フランス）
- 第7位 諸井誠（日本）
- 第8位 ジャン・パパイオアヌー (Jean PAPAIOANNOU)（ギリシャ）
- 第9位 ジェームス・マイロン・コーン (James Myron COHN)（アメリカ）
- 第10位 ルクター・ポンス (Luctor PONSE) （オランダ）
- 第11位 ジャン・デュペレJean DUPERIER) （スイス）

### 1955年 ヴァイオリン部門
- 第1位 バール・セノフスキー（アメリカ）
- 第2位 ユリアン・シトコヴェツキー（ソ連）
- 第3位 ピエール・ドゥーカン （フランス）
- 第4位 フランシーネ・ドルフィレ-ボッシノット (Francine DORFEUILLE-BOUSSINOT) （フランス）
- 第5位 ヴィクトル・ピカイゼン （ソ連）
- 第6位 アルベルト・リジー（英語版）（アルゼンチン）
- 第7位 マリーナ・イアシヴィリ(Marina IASHVILI) （ソ連）
- 第8位 テッサ・ロビンス (Tessa ROBBINS)（イギリス）
- 第9位 ルーベン・ヨルダノフ（フランス語版）（無国籍）
- 第10位 クレメンス・カータッカー(Clemens QUATACKER)（ベルギー）
- 第11位 イーゴリ・ポリトコフスキー(Igor POLITKOVSKY) （ソ連）
- 第12位 マルセル・デヴォット(Marcel DEBOT)（ベルギー）

### 1956年 ピアノ部門
- 第1位 ウラディーミル・アシュケナージ（ソ連）
- 第2位 ジョン・ブラウニング（アメリカ）
- 第3位 アンジェイ・チャイコフスキ（ポーランド）
- 第4位 セシル・ウーセ（フランス）
- 第5位 ラザール・ベルマン（ソ連）
- 第6位 ヴァーシャーリ・タマーシュ（ハンガリー）
- 第7位 スタニスラフ・クノール （チェコ）
- 第8位 クロード-アルベルト・コッペン（英語版）（ベルギー）
- 第9位 ゲオルギー・ヴァンハルミ (Gyorgy BÁNHALMI)（ハンガリー）
- 第10位 賀集裕子（日本）
- 第11位 ハンス・グラーフ(Hans GRAF)（オーストリア）
- 第12位 ペーター・フランクル(Péter FRANKL) （ハンガリー）

### 1957年 作曲部門
（オーケストラ作品）
- 第1位 オラツィオ・フィウメ（イタリア）
- 第2位 マルセル・キネ（英語版）（ベルギー）
- 第3位 ジョルジオ・カンブーザ（ロシア語版）（イタリア）

（室内楽作品）
- 第1位 ミハウ・スピサック（ポーランド）
- 第2位 ジネッテ・ケラー（英語版）（フランス）
- 第3位 アルベルト・デルヴォー（フランス語版）（ベルギー）

### 1959年 ヴァイオリン部門
- 第1位 ハイメ・ラレード （ボリビア）
- 第2位 アルベルト・マルコフ（英語版）（ソ連）
- 第3位 ジョゼフ・シルヴァースタイン （アメリカ）
- 第4位 ヴラディミール・マリーニン(Vladimir MALININE)（ソ連）
- 第5位 ボリス・コーニエフ (Boris KOUNIEV) （ソ連）
- 第6位 ゲオルギウ・ミンチェフ・ヴァデフ(Georgui Mintchev BADEV)（ブルガリア）
- 第7位 シュムエル・アシュケナジ（イスラエル）
- 第8位 デズモンド・ブラッドレー(Desmond BRADLEY)（オーストリア）
- 第9位 オーギュスティン・レオン・アラ(Augustin Léon Ara)（スペイン）
- 第10位 ラファエル・ソヴォレフスキー(Raphael SOBOLEVSKY) （ソ連）
- 第11位 ジェラルド・カンタジャン(Gérard KANTARJIAN)（エジプト）
- 第12位 豊田耕兒（日本）

### 1960年 ピアノ部門
- 第1位 マルコム・フレイジャー（アメリカ）
- 第2位 ロナルド・トゥリーニ（英語版）（カナダ）
- 第3位 リー・ルヴィジ （アメリカ）
- 第4位 アリス・ミチェンコ(Alice MITCHENKO) （ソ連）
- 第5位 ガボシュ・ガボール(Gabor GABOS)（ハンガリー）
- 第6位 シャーリー・セガン(Shirley SEGUIN)（アメリカ）
- 第7位 ワルター・カンパー(Walter KAMPER)（オーストリア）
- 第8位 ユーリー・アラペティアン(Youri AIRAPETIAN)（ソ連）
- 第9位 ジェローム・ローウェンタール（英語版）（アメリカ）
- 第10位 アグスティン・アニエヴァス（アメリカ）
- 第11位 アルベルト・ヒメネス・アテネッレ(Alberto Giménez Attenelle)（スペイン）
- 第12位 ケネス・アマダ(Kenneth AMADA)（アメリカ）

### 1961年 作曲部門
（オーケストラ作品）
- 第1位 アルベール・デルヴォー（ベルギー）
- 第2位 ウィレム・ケルステルス（英語版）（ベルギー）
- 第3位 ハーマン・ミラー（英語版）（オランダ）

（室内楽作品）
- 第1位 ジョルジオ・カンビッサ（フランス語版）（イタリア）
- 第2位 ハンス・フォークト（英語版）（ドイツ）
- 第3位 Ramiro CORTES （アメリカ）

### 1963年 ヴァイオリン部門
- 第1位 アレクセイ・ミフリン（ドイツ語版）ソ連）
- 第2位 セミョーン・スニトコフスキー （ソ連）
- 第3位 アーノルド・スタインハート(Arnold STEINHARDT) （アメリカ）
- 第4位 ザリウス・シフムルサイエヴァ(Zarious SCHIKHMURSAIEVA) （ソ連）
- 第5位 チャールズ・キャッスルマン（英語版）（アメリカ）
- 第6位 潮田益子（日本）
- 第7位 ヨッシ・ツィヴォーニ（英語版）（イスラエル）
- 第8位 ネイミ・スッカリ（英語版）（シリア）
- 第9位 ジャン・テル-メルゲリャン（英語版）（ソ連）
- 第10位 鈴木秀太郎（日本）
- 第11位 ポール・ローゼンタール（英語版）（アメリカ）
- 第12位 ドナルド・ワイラースタイン（英語版）（アメリカ）

### 1964年 ピアノ部門
- 第1位 エフゲニー・モギレフスキー（英語版）（ソ連）
- 第2位 ニコライ・ペトロフ（ソ連）
- 第3位 ジャン＝クロード・ヴァンデン・エインデン （ベルギー）
- 第4位 アントン・クエルティ （アメリカ）
- 第5位 リチャード・シラキュース(Richard SYRACUSE)（アメリカ）
- 第6位 マイケル・ポンティ（アメリカ）
- 第7位 エウゲン・ヤノフ（ロシア語版）（ソ連）
- 第8位 エフゲニー・フロー(Evelyne FLAUW) （フランス）
- 第9位 ドーラ・ミラノヴァ(Dora MILANOVA) （ブルガリア）
- 第10位 Kou CHEN YING （中国）
- 第11位 ジョン・コヴェッリ(John COVELLI)（アメリカ）
- 第12位 クラシミール・ガテフ(Krassimir GATEV) （ブルガリア）

### 1965年 作曲部門
（オーケストラ作品）
- 第1位 ルドルフ・ブルーチ（英語版）（ユーゴスラヴィア）
- 第2位 ニーニ・ブルテリス（英語版）（ベルギー）
- 第3位 ロバート・ダーシー(Robert DARCY) （ベルギー）
- 第4位 ガブリエーレ・ビアンキ(Gabriele BIANCHI) （イタリア）
- 第5位 ファビオ・ビダリ(Fabio VIDALI) （イタリア）
- 第6位 ヴィンチェンゾ・マンノ(Vincenzo MANNO) （イタリア）

（ヴァイオリン協奏曲）
- 第1位 ゲオルク・ヴィルヘルム・ベルガー（英語版）（ルーマニア）
- 第2位 グラジナ・バツェヴィチ（ポーランド）
- 第3位 Luctor PONSE （オランダ）

### 1967年 ヴァイオリン部門
- 第1位 フィリップ・ヒルシュホルン（ソ連）
- 第2位 ストイカ・ミラノヴァ（ブルガリア）
- 第3位 ギドン・クレーメル（ソ連）
- 第4位 ロマン・ノデル(Roman NODEL) （ソ連）
- 第5位 鈴木秀太郎（日本）
- 第6位 ジャン＝ジャック・カントロフ（フランス）
- 第7位 Nicolas CHUMACHENCO （アルゼンチン）
- 第8位 Joshua EPSTEIN （イスラエル）
- 第9位 Endre GRANAT （スウェーデン）
- 第10位 ヨーゼフ・リシン （ソ連）
- 第11位 Marjeta DELCOURTE-KOROSEC （ベルギー）
- 第12位 Uri PIANKA （イスラエル）

### 1968年 ピアノ部門
- 第1位 エカテリーナ・ノヴィツカヤ（ソ連）
- 第2位 ヴァレリー・カミチョフ(Valère KAMYCHOV)（ソ連）
- 第3位 Jeffrey SIEGEL （アメリカ）
- 第4位 セミョーン・クルチン(Semion KROUTCHINE) （ソ連）
- 第5位 André DE GROOTE （ベルギー）
- 第6位 François-Joël THIOLLIER （アメリカ）
- 第7位 Edward AUER （アメリカ）
- 第8位 Eva-Maria ZUK （ベネズエラ）
- 第9位 エリザーベト・レオンスカヤ（ソ連）
- 第10位 内田光子（日本）
- 第11位 フランソワ＝ルネ・デュシャーブル（フランス）
- 第12位 Waled HOWRANI （レバノン）

### 1969年 作曲部門
（オーケストラ作品）
- 第1位 ニコーレ・ベロウ（フランス語版） （ルーマニア）
- 第2位 カール・コート（英語版）（アメリカ）
- 第3位 ルドルフ・ハラツィンスキー（ドイツ語版）（オーストリア）
- 第4位 松本日之春（日本）
- 第5位 グレゴリー・コステック（オランダ語版） （アメリカ）
- 第6位 エリック・オプス（オランダ語版）（オーストリア）

（ピアノ協奏曲）
- 第1位 レイ・エドワード・ルーク（フランス語版）（アメリカ）
- 第2位 ハンス・フォークト（英語版）（ドイツ）
- 第3位 シルビオ・オミッゾロ（イタリア語版）（イタリア）

### 1971年 ヴァイオリン部門
- 第1位 ミリアム・フリード（イスラエル）
- 第2位 アンドレイ・コルサコフ(Andreï KORSAKOV) （ソ連）
- 第3位 藤原浜雄（日本）
- 第4位 アナ・チュマチェンコ（英語版）（アルゼンチン）
- 第5位 エディト・フォルケルト（ベルギー）
- 第6位 ジョシュア・エプスタイン（英語版）（イスラエル）
- 第7位 ルドルフ・ヴェルテン（英語版）（ベルギー）
- 第8位 ジノ・ヴィニコフ（ソ連）
- 第9位 ジェフリー・ミケレス（英語版） （オーストリア）
- 第10位 ヴァニャ・ミラノヴァ（英語版）（ブルガリア）
- 第11位 マグダレーナ・レズラー（ポーランド語版）（ポーランド）
- 第12位 ザハール・ブロン（ソ連）

### 1972年 ピアノ部門
- 第1位 ワレリー・アファナシエフ（ソ連）
- 第2位 ジェフリー・スワン  （アメリカ）
- 第3位 ジョシュア・アルファイディ（英語版）（アメリカ）
- 第4位 デイヴィッド・ライブリー（英語版）（アメリカ）
- 第5位 スベトラーナ・ナヴァサルデャン（英語版）（ソ連）
- 第6位 神谷郁代（日本）
- 第7位 エマニュエル・アックス（アメリカ）
- 第8位 ジェームス・トッコ（英語版）（アメリカ）
- 第9位 シプリアン・カツァリス（フランス）
- 第10位 ジョナサン・プーヴィン(Jonathan PURVIN)（アメリカ）
- 第11位 ディニ・ペトロヴァ(Djeni PETROVA)（ブルガリア）
- 第12位 陳必先（英語版）（台湾）

### 1975年 ピアノ部門
- 第1位 ミハイル・フェールマン（ソ連）
- 第2位 スタニスラフ・イゴリンスキー（ソ連）
- 第3位 ユーリ・エゴロフ（ソ連）
- 第4位 ラリー・ミカエル・グラハム(Larry Michael GRAHAM)（アメリカ）
- 第5位 セルゲイ・ユシケヴィチ(Sergueï IUCHKEVITCH) （ソ連）
- 第6位 オリヴィエ・ギャルドン （フランス）
- 第7位 ミハイル・ペトコフ(Mikhaïl PETOUKHOV) （ソ連）
- 第8位 エフゲニー・ブランコート（英語版）（ベルギー）
- 第9位 花房晴美（日本）
- 第10位 H. Daniel RIVERA （アルゼンチン）
- 第11位 ドミニク・コーニル(Dominique CORNIL) （ベルギー）
- 第12位 セタ・タニエル(Seta TANYEL)（オーストリア）

### 1976年 ヴァイオリン部門
- 第1位 ミハイル・ベズヴェルフニー（英語版）（ソ連）
- 第2位 イリーナ・メドベージェワ (Irina Medvedeva)（ソ連）
- 第3位 姜東錫（英語版）(カン・ドンスク)（韓国）
- 第4位 グレゴリー・ジスリン(Grigory JISLINE) （ソ連）
- 第5位 石川静（日本）
- 第6位 カヤ・ダンチョフスカ（ポーランド）
- 第7位 マリー＝アニク・ニコラ（フランス語版）（フランス）
- 第8位 ユージン・ドラッカー(Eugène DRUCKER) （アメリカ）
- 第9位 ウジェーヌ・サルブ （ルーマニア）
- 第10位 タデウシュ・ガジーナ（ポーランド語版）（ポーランド）
- 第11位 Gonçal COMELLAS-FABREGAS （スペイン）
- 第12位 フィリップ・セッツァー(Philip SETZER)（アメリカ）

### 1977年 作曲部門
（カテゴリーA、オーケストラ作品）
- 藤掛廣幸（日本）

（カテゴリーB、協奏曲）
- 該当者なし

（カテゴリーC、弦楽四重奏曲）
- 西村朗（日本）

### 1978年 ピアノ部門
- 第1位 アブデル・ラーマン・エル＝バシャ（レバノン）
- 第2位 グレゴリー・アレン（英語版） （アメリカ）
- 第3位 ブリジット・エンゲラー（フランス）
- 第4位 アラン・ワイス(Alan WEISS)（アメリカ）
- 第5位 ダグラス・フィンチ(Douglas FINCH) （カナダ）
- 第6位 ロベール・グロロー（オランダ語版）（ベルギー）
- 第7位 ナターシャ・タドソン(Natasha TADSON) （イスラエル）
- 第8位 アッティラ・ネーメティ（ハンガリー語版）（ハンガリー）
- 第9位 シルビア・トライ(Sylvia TRAEY)（ベルギー）
- 第10位 パウロ・ゴリ(Paulo GORI)（ブラジル）
- 第11位 ウルセラ・ミトレガ（ポーランド語版）（ポーランド）
- 第12位 ベルナルド・ゲッケ（ドイツ語版） （ドイツ）

### 1980年 ヴァイオリン部門
- 第1位 堀米ゆず子（日本）
- 第2位 ピーター・ザゾフスキー（アメリカ）
- 第3位 清水高師（日本）
- 第4位 塚原るり子（日本）
- 第5位 ミカエラ・マルティン(Mihaela MARTIN)（ルーマニア）
- 第6位 ピオトル・ミレフスキ(Piotr MILEWSKI)（ポーランド）
- 第7位 ウジェーヌ・サルブ （ルーマニア）
- 第8位 イリーナ・ツェイトリン(Irina TSEITLIN)（アメリカ）
- 第9位 ヴェロニク・ボゲール（ベルギー）
- 第10位 Andres Jorge CARDENES-CUEVAS （アメリカ）
- 第11位 テレサ・グワヴォウナ（ポーランド語版） （ポーランド）
- 第12位 イ・ソンジュ(Sung-Ju LEE) （アメリカ）

### 1982年 作曲部門
- ジョン・ウィークス (作曲家)（フランス語版）（イギリス）：「管弦楽のための5つの連祷」

### 1983年 ピアノ部門
- 第1位 ピエール＝アラン・ヴォロンダ（フランス語版）（フランス）
- 第2位 ヴォルガンフ・マンツ（英語版）（ドイツ）
- 第3位 ボヤン・ヴォデニチャロフ（英語版）（ブルガリア）
- 第4位 ダニエル・ブルメンタール（英語版） （アメリカ）
- 第5位 エリアーネ・ロドリゲス（ドイツ語版）（ブラジル）
- 第6位 セルゲイ・エデルマン(Serge EDELMANN)（無国籍）
- 第7位 リアン・デ・ヴァール（オランダ語版）（オランダ）
- 第8位 フセイン・セルメット（トルコ）
- 第9位 サラ・ダヴィス・ビューヒナー（英語版） （アメリカ）
- 第10位 ウリエル・ツァコール(Uriel TSACHOR)（イスラエル）
- 第11位 梅根恵（日本）
- 第12位 アレクサンダー・クズミン(Alexander KUZMIN)（無国籍）

### 1985年 ヴァイオリン部門
- 第1位 胡乃元（台湾）
- 第2位 ペ・イクファン（アメリカ）
- 第3位 ヘンリー・ラウダレス（英語版）（グアテマラ）
- 第4位 胡坤（英語版）（中国）
- 第5位 イミギュン(Mi-Kyung LEE)（韓国）
- 第6位 キム・チン（英語版）（韓国）
- 第7位 タマラ・スミルノワ（ソ連）
- 第8位 ディネ・オールディング（英語版）（オーストリア）
- 第9位 ミカエラ・パエチュ（英語版） （アメリカ）
- 第10位 ピーター・マツカ(Peter MATZKA)（アメリカ）
- 第11位 川口ヱリサ（日本）
- 第12位 四方恭子（日本）

### 1987年 ピアノ部門
- 第1位 アンドレイ・ニコルスキー（英語版）（無国籍）
- 第2位 若林顕（日本）
- 第3位 ロルフ・プラッゲ(Rolf PLAGGE)（ドイツ）
- 第4位 ヨハン・シュミット （ベルギー）
- 第5位 仲道郁代（日本）
- 第6位 イ・ミジョ(Mi-Joo LEE)（韓国）
- 第7位 三木香代（日本）
- 第8位 コンスタンツェ・アイクホルスト（英語版）（ドイツ）
- 第9位 チョウ・チャ（英語版）（カナダ）
- 第10位 ウィリアム・ステファンセン（英語版）（イギリス）
- 第11位 チェン・ホンクァン(Hung-Kuan CHEN)（アメリカ）
- 第12位 バラーシュ・ソコライ（英語版）（ハンガリー）

### 1988年 声楽部門
- 第1位 アガ・ヴィンスカ（ポーランド語版）（ソプラノ、ポーランド）
- 第2位 ジャベット・トンプソン(Jeanette THOMPSON)（ソプラノ、アメリカ）
- 第3位 ヒューブ・クラセンス(Huub CLAESSENS)（バスバリトン、オランダ）
- 第4位 ジェイコブ・ウィル(Jacob WILL)（バスバリトン、アメリカ）
- 第5位 イヴォンンヌ・シフェラー(Yvonne SCHIFFELERS)（メゾソプラノ、オランダ）
- 第6位 マルティナ・ムサッチョ(Martina MUSACCHIO)（ソプラノ、イタリア）
- 第7位 マリー＝ノエル・ド・カラタイ(Marie-Noëlle de CALLATAŸ)（ソプラノ、ベルギー）
- 第8位 チェン・チーリェン(Qi-lian CHEN)（ソプラノ、中国）
- 第9位 ウェルナー・ヴァン・メヘレン(Werner VAN MECHELEN)（バスバリトン、ベルギー）
- 第10位 ファン・ゾエ(Zoë HWANG)（ソプラノ、台湾）
- 第11位 Yiang YONG （ソプラノ、中国）
- 第12位 ルクサンドラ・ヴォダ(Ruxandra VODÀ)（ソプラノ、ルーマニア）

### 1989年 ヴァイオリン部門
- 第1位 ヴァディム・レーピン（ソ連）
- 第2位 諏訪内晶子（日本）
- 第3位 エフゲニー・ブシュコフ(Evgueni BOUCHKOV) （ソ連）
- 第4位 エツェツ・オフェル(Erez OFER)（イスラエル）
- 第5位 ウルリケ=アニマ・マテ(Ulrike-Anima MATHÉ)（ドイツ）
- 第6位 キャサリン・チョ(Catherine CHO)（アメリカ）
- 第7位 菅野美絵子（日本）
- 第8位 鈴木裕子 (スズキ・メソード)（日本）
- 第9位 杉浦美知（アメリカ）
- 第10位 張楽(Le ZHANG)（中国）
- 第11位 アンナリー・パティパナコーン(Anna lee PATIPATANAKOON)（カナダ）
- 第12位 ドミトリー・ベルリンスキー（ロシア語版）（ソ連）

### 1991年 作曲・ピアノ部門
（作曲部門）
- パトリス・シャルロー（フランス）：Nella città dolente

（ピアノ部門）
- 第1位 フランク・ブラレイ（フランス）
- 第2位 ステファン・プルーツマン  （アメリカ）
- 第3位 ブライアン・ガンツ(Brian GANZ)（アメリカ）
- 第4位 パイク ハエ=スン(Haesun PAIK) （韓国）
- 第5位 アレクサンドル・メルニコフ（ソ連）
- 第6位 イーゴリ・アルダシェフ（英語版）（チェコ）
- 第7位 坂井千春（日本）
- 第8位 ヴァディム・ルデンコ（英語版）（ソ連）
- 第9位 ヤン・サイモン(Jan SIMON)（チェコ）
- 第10位 セルゲイ・ババヤン（英語版）（ソ連(アルメニア)）
- 第11位 リタ・キンカ（英語版）（ユーゴスラヴィア）
- 第12位 ヤン・ミヒールス(Jan MICHIELS)（ベルギー）

### 1992年 声楽部門
- 第1位 ティエリー・フェリクス（ロシア語版）（バリトン、フランス）
- 第2位 レジナルド・ピンヘイロ(Reginaldo PINHEIRO)（テノール、ブラジル）
- 第3位 ウェンディー・ホフマン(Wendy HOFFMAN)（メゾソプラノ、アメリカ）
- 第4位 レジーナ・ネイサン（英語版） （ソプラノ、アイルランド）
- 第5位 クリスティナ・ガラルド-ドマス(Cristina GALLARDO-DOMAS)（ソプラノ、チリ）
- 第6位 マリッサ・マルダー(Marisca MULDER)（ソプラノ、オランダ）
- 第7位 ソニア・ブロウスキ-トゥドール(Sonja BOROWSKI-TUDOR)（メゾソプラノ、ドイツ）
- 第8位 ヴェーラ・ドヴロルヴォヴァ(Vera DOBROLUBOWA)（ソプラノ、ロシア）
- 第9位 カテリーネ・ヴァンデヴェルデ(Catherine VANDEVELDE)（ソプラノ、ベルギー）
- 第10位 ドロタ・ラドムスカ(Dorota RADOMSKA)（ソプラノ、ポーランド）
- 第11位 オ・ヨンゾ(Young-Zoo OH)（ソプラノ、韓国）
- 第12位 イザベレ・カバト（英語版）（ソプラノ、ベルギー）

### 1993年 作曲・ヴァイオリン部門
（作曲部門）
- ピート・スウェルツ（オランダ語版）（ベルギー）：Zodiac

（ヴァイオリン部門）
- 第1位 戸田弥生（日本）
- 第2位 リヴィウ・プルナル（英語版） （ルーマニア）
- 第3位 曾耿元（中国語版）(Keng-Yuen Tseng) （台湾）
- 第4位 マーティン・ビーヴァー （カナダ）
- 第5位 ナタリア・プリシェペンコ(Natalia PRISCHEPENKO) （ロシア）
- 第6位 安彦千恵（日本）
- 第7位 ファン・ビン(Bin HUANG) （中国）
- 第8位 マルコ・リッツィ(Marco RIZZI) （イタリア）
- 第9位 ラティカ・ホンダ-ローゼンベルク（ドイツ語版）（ドイツ）
- 第10位 イ・キュンスン(Kyung-Sun LEE) （韓国）
- 第11位 レイチェル・バートン(Rachel BARTON)（アメリカ）
- 第12位 ステファン・ミレンコヴィッチ（英語版）（無国籍）

### 1995年 作曲・ピアノ部門
（作曲部門）
- ジョン・ウィークス (作曲家)（フランス語版）（イギリス）：Requiescat

（ピアノ部門）
- 第1位 マルクス・グロー（ドイツ）
- 第2位 ラウラ・ミッコラ（英語版）（フィンランド）
- 第3位 ジョヴァンニ・ベルッチ（英語版）（イタリア）
- 第4位 ユリア・ゴレンマン(Yuliya GORENMAN)（アメリカ）
- 第5位 パク・ジョンファ（英語版）（日本）
- 第6位 ヴィクトル・リャードフ（英語版）（ロシア）
- ファイナリスト ヴィクトル・チェストパル（ロシア語版）（ロシア）、ダニール・コピロフ(Daniil KOPYLOV) （ロシア）、コラード・ロレーロ（イタリア語版）（イタリア）、佐野えり子（日本）、パー・テンスランド（英語版）（スウェーデン）、塚本聖子（日本）

### 1996年 声楽部門
- 第1位 ステファン・ソルターズ（フランス語版）（バリトン、アメリカ）
- 第2位 アナ・カメリア・ステファネスク（wikidata）（ソプラノ、ルーマニア）
- 第3位 エレニ・マトス (Eleni Matos)（メゾソプラノ、アメリカ）
- 第4位 マリーナ・ズヴェトコヴァ(Mariana ZVETKOVA) （ソプラノ、ブルガリア）
- 第5位 Ray WADE （テノール、アメリカ）
- 第6位 アーニャ・ヴィンチェン (Anja Vincken)（ソプラノ、オランダ）
- ファイナリスト ソウレン・チャニダニアン(Souren CHAHIDJANIAN)（バス、アルメニア）、ポール・ゲイ（英語版）（バスバリトン、フランス）、ローベルト・ギールラッハ(Robert GIERLACH)（バスバリトン、ポーランド）、ステファニー・ホーツェール（ドイツ語版）（メゾソプラノ、アメリカ）、ミハイル・ニキフォロフ(Michail NIKIFOROV)（バス、ロシア）、Milagros POBLADOR （ソプラノ、スペイン）

### 1997年 作曲・ヴァイオリン部門
（作曲部門）
- ヘンドリク・ホフマイヤー（英語版）（南アフリカ）

（ヴァイオリン部門）
- 第1位 ニコライ・シュナイダー（英語版）（デンマーク）
- 第2位 ローラン＝アルブレヒト・ブロイニンガー （ドイツ）
- 第3位 クリストフ・バラーティ（ハンガリー）
- 第4位 アンドリュー・ハベロン （イギリス）
- 第5位 玉井菜採（日本）
- 第6位 高木和弘（日本）
- ファイナリスト Jennifer FRAUTSCHI （アメリカ）、Susanna HENKEL （ドイツ）、Bin HUANG （中国）、Jaakko KUUSISTO （フィンランド）、Irina MURESANU （ルーマニア）、大谷玲子（日本）

### 1999年 作曲・ピアノ部門
（作曲部門）
- ウルヤス・ヴォイット・プルッキス（フランス語版）（フィンランド）： Tears of Ludovico

（ピアノ部門）
- 第1位 ヴィタリー・サモシュコ（英語版）（ウクライナ）
- 第2位 アレクサンドル・ギンジン （ロシア）
- 第3位 安寧(Ning AN) （アメリカ）
- 第4位 Shai WOSNER （イスラエル）
- 第5位 Roberto COMINATI （イタリア）
- 第6位 ヴラディミール・スヴェルドロフ(Vladimir SVERDLOV) （ロシア）
- ファイナリスト Esther BUDIARDJO （インドネシア）、Jakob KATZNELSON （ロシア）、Roland KRÜGER （ドイツ）、永野英樹（日本）、高橋礼恵（日本）、Gottlieb WALLISCH （オーストリア）

### 2000年 声楽部門
- 第1位 マリー＝ニコル・ルミュ（英語版）（コントラルト、カナダ）
- 第2位 マリウス・ブレンチュ(Marius BRENCIU) （テノール、ルーマニア）
- 第3位 オルガ・パシチニク(Olga PASICHNYK) オルガ・パシチニク（英語版）（ソプラノ、ウクライナ）
- 第4位 Pierre-Yves PRUVOT （バリトン、フランス）
- 第5位 Lubana AL QUNTAR （ソプラノ、シリア）
- 第6位 Margriet VAN REISEN （コントラルト、オランダ）
- ファイナリスト Sunhae IM （ソプラノ、韓国）、David Dong Qyu LEE （カウンターテナー、韓国）、Robert POMAKOV （バス、カナダ）、マリーナ・ポプラフスカヤ(Marina POPLAVSKAYA) （ソプラノ、ロシア）、Véronique SOLHOSSE （ソプラノ、ベルギー）、Karen WIERZBA （ソプラノ、カナダ）

### 2001年 作曲・ヴァイオリン部門
（作曲部門）
- ソレン・ニルス・エイヒベルク（英語版）（デンマーク/ドイツ）

（ヴァイオリン部門）
- 第1位 バイバ・スクリデ（英語版）（ラトビア）
- 第2位 甘寧(Ning KAM)（英語版）（シンガポール）
- 第3位 バルナバーシュ・ケレメン （ハンガリー）
- 第4位 アリーナ・ポゴストキーナ （ロシア）
- 第5位 寧峰(Feng NING) （中国）
- 第6位 小野明子（日本）
- ファイナリスト ペク・ジュヨン(Ju-Young BAEK) （韓国）、ボリス・ブロフツィン(Boris BROVTSYN （ロシア）、Christina CASTELLI （アメリカ）、オレグ・カスキフ(Oleg KASKIV) （ウクライナ）、Mikhail OVRUTSKY （アメリカ）、タチアナ・サムウィル(Tatiana SAMOUIL) （ロシア）

### 2002年 作曲部門
- イアン・ムンロー（英語版）（オーストリア）
- ファイナリスト ソレン・ニルス・エイヒベルク（デンマーク/ドイツ）、Sampo HAAPAMÄKI （フィンランド）、Francisco LARA TEJERO （スペイン）、Ilkka VON BOEHM （フィンランド）

### 2003年 ピアノ部門
- 第1位 セヴェリン・フォン・エッカードシュタイン（英語版）（ドイツ）
- 第2位 沈文裕（Wen-Yu SHEN）（英語版） （中国）
- 第3位 なし
- 第4位 ロベルト・ジョルダーノ （イタリア）
- 第5位 松本和将（日本）
- 第6位 ジン・ジュ(Jin JU) （中国）
- ファイナリスト ヴァレンチナ・イゴーシナ（ロシア）、岡本麻子（日本）、Jong-Gyung PARK （韓国）、セルゲイ・ソボレフ （ロシア）、MinSoo SOHN （韓国）、アミール・テベニヒン （カザフスタン）

### 2004年 声楽・作曲部門
（声楽部門）
- 第1位 イウォナ・ソボトカ（英語版）（ソプラノ、ポーランド）
- 第2位 Hélène GUILMETTE （ソプラノ、カナダ）
- 第3位 シャディ・トベイ（フランス語版） （バス、ベルギー）
- 第4位 テオドラ・ゲオルハイウ（英語版） （ソプラノ、ルーマニア）
- 第5位 Diana AXENTII （メゾソプラノ、モルドバ）
- 第6位 Lionel LHOTE （バリトン、ベルギー）
- ファイナリスト Aile ASSZONYI （ソプラノ、エストニア）、ヴラディミール・バイコフ(Vladimir BAYKOV) （バス、ロシア）、Talar DEKRMANJIAN （ソプラノ、シリア）、Johannes SCHENDEL （バリトン、ドイツ）、Hye-Soo SONN （バス、韓国）、Mary Elizabeth WILLIAMS （ソプラノ、アメリカ）

### 2004年 作曲部門
- ジャヴィエル・トーレス・マルドナード（英語版）（メキシコ）
- ファイナリスト チョン・ヘヨン(Kee-Yong CHONG) （マレーシア）、Paolo MARCHETTINI （イタリア）、Alexander MUNO （ドイツ）、パク・ミュンホン(Myung-hoon PARK) （韓国）

### 2005年 ヴァイオリン部門
- 第1位 セルゲイ・ハチャトゥリアン（アルメニア）
- 第2位 ヨシフ・イワノフ(Yossif IVANOV) （ベルギー）
- 第3位 Sophia JAFFÉ （ドイツ）
- 第4位 松山冴花（日本）
- 第5位 ミハイル・オブルスキー(Mikhail OVRUTSKY) （アメリカ）
- 第6位 クヮン・フュクジョ(Hyuk-Joo KWUN) （韓国）
- ファイナリスト アリョーナ・バエワ(Alena BAEVA) （ロシア）、アンドレアス・ヤンケ（ドイツ）、岡崎慶輔（日本）、Antal SZALAI （ハンガリー）、米元響子（日本）、Dan ZHU （中国）

### 2006年 作曲部門
- Miguel Gálvez-Taroncher（英語版）

### 2007年 ピアノ部門
- 第1位 アンナ・ヴィニツカヤ （ロシア）
- 第2位 プラメナ・マンゴーヴァ（英語版） （ブルガリア）
- 第3位 フランチェスコ・ピエモンテージ （スイス）
- 第4位 イリヤ・ラシュコフスキー （ロシア）
- 第5位 イム・ヒョスン(LIM Hyo-Sun) （韓国）
- 第6位 Liebrecht VANBECKEVOORT (ベルギー)
- ファイナリストFrançois DUMONT （フランス）、河村尚子 （日本）、スタニスラフ・ヘガイ(Stanislav KHEGAI) （カザフスタン）、イ・ミヨン(LEE Miyeon) （韓国）、Mariangela VACATELLO （イタリア）、YOUN Hong-Chun （韓国）

### 2008年 作曲部門
- チョ・エンファ(Cho Eun-Hwa)（韓国）

### 2008年 声楽部門
- 第1位 スザボリック・ブリクナー(Szabolcs Brickner) (ハンガリー)
- 第2位イザベラ・ドゥレト（英語版）（フランス）
- 第3位 ベルナデッタ・グラビアス(Bernadetta Grabias) (ポーランド)

### 2009年 ヴァイオリン部門
- 第1位　レイ・チェン (オーストラリア)
- 第2位　ロレンツォ・ガット(Lorenzo Gatto) (ベルギー)
- 第3位　イリアン・ガーネット（英語版）
- 第4位　キム・スヨン(Su-yoen KIM) （韓国）
- 第5位　ニキータ・ボリソ-グレブスキー（英語版） （ロシア）

### 2009年 作曲部門
- ジョン・ミンジェ（フランス語版） （韓国）「ピアノとオーケストラのためのターゲット」

### 2010年 ピアノ部門
- 第1位 デニス・コジュヒン（英語版） （ロシア）
- 第2位 エフゲニー・ボジャノフ（英語版）(Evgeni BOZHANOV) （ブルガリア）
- 第3位 ハンネス・ミナー （オランダ）
- 第4位 ユーリー・ファヴォリン（英語版）(Yury FAVORIN) （ロシア）
- 第5位 キム・テヒョン(KIM Tae-Hyung) （韓国）
- 第6位 キム・ダソル(KIM Da-sol) （韓国）
- （ファイナリスト）Claire HUANGCI （アメリカ）、キム・キュヨン(KIM Kyu-yeon) （韓国）、Andrejs OSOKINS （ラトビア）、PARK Jong-Hai [Korea]、佐藤卓史（日本）、SUNWOO Yekwon [Korea]

### 2011年 声楽部門
- 第1位 Haeran Hong
- 第2位 Thomas Blondelle
- 第3位 Elena Galitskaya
- 第4位 Anaïk Morel
- 第5位 Konstantin Shushakov
- 第6位 Clémentine Margaine

### 2011年 作曲部門
- 酒井健治 (日本[5])「ヴァイオリンとオーケストラのための協奏曲」

### 2012年 ヴァイオリン部門
- 第1位 アンドレイ・バラーノフ（ロシア語版）（ロシア）
- 第2位 成田達輝（日本）
- 第3位 シン・ヒョンス（韓国）
- 第4位 エスター・ヨー（英語版）(Esther YOO)（アメリカ）
- 第5位 曾宇謙（台湾）
- 第6位 アルテョム・シシコフ(Artiom Shishkov)（ベラルーシ）
- （ファイナリスト）Ermir Abeshi（アルバニア - アメリカ）、 Marc Bouchkov（ベルギー）、 ニッキー・チョイ(Nikki CHOOI)（カナダ）、 キム・ダミ(Da-mi KIM)（韓国）、 Josef Spacek（チェコ）、 Nancy ZHOU（アメリカ）

### 2012年 作曲部門
- 大賞 ミシェル・ペトロッシアン（英語版） （フランス）
  - 佳作Hooshyar Khayam (イラン(イギリス在住)) : Before the Dream is Over
  - Yiğit Kolat （トルコ） : ピアノとオーケストラのための協奏曲
  - Arthur Lavandier （フランス） : ピアノとオーケストラのための協奏曲
  - Herrmann Torsten （ドイツ） : ピアノとオーケストラのための協奏曲
  - Nils Van der Plancken (ベルギー) : Garden of Sorrows

### 2013年 ピアノ部門
- 第1位 ボリス・ギルトブルグ（英語版）（イスラエル）
- 第2位 レミ・ジェニエ(Rémi Geniet) （フランス）
- 第3位 マテウズ・ボロヴィアック（ポーランド）
- 第4位 スタニスラフ・フリステンコ（英語版）（ウクライナ）
- 第5位 左章（英語版）（ズオ・ジャン） （香港）
- 第6位 アンドリュー・タイソン(Andrew Tyson)（アメリカ）

（ファイナリスト）タチアナ・チェルニチュカ（ロシア）、デイヴィッド・ファング（オーストラリア）、ローペ・グロンダール（フィンランド)、ショーン・ケナード（アメリカ）、サンヨン・キム（韓国）、ユンティエン・リュウ（中国）

### 2014年 声楽部門
- 第1位 ホワン・スミ（英語版）(Hwang Sumi)（ソプラノ、韓国）
- 第2位 ジョディ・デュヴォー（英語版）(Jodie Devos)（ソプラノ、ベルギー）
- 第3位 サラ・ローラン(Sarah Laulan)（メゾ・ソプラノ、フランス）
- 第4位 シャオ・ユ(Shao Yu)（テノール、中国）
- 第5位 パク・イェサン（英語版）（ソプラノ、韓国）
- 第6位 キアラ・スケラート(Chiara Skerath)（ソプラノ、スイス）

（ファイナリスト） エモケ・バラート（ソプラノ、ハンガリー）、ダニエラ・ゲルステンマイヤー (Daniela Gerstenmeyer)（ソプラノ、ドイツ)、キム・スン・ジク (Kim Seung-Jick)（テノール、韓国）、レヴェンテ・パル (Levente Pall)（バス、ハンガリー）、シェヴァ・テオヴァル（ソプラノ、ベルギー）、ユー・ハンスン(Yoo Han-sung)（バリトン、韓国）

### 2015年 ヴァイオリン部門
- 第1位 イム・ジヨン（英語版）（韓国）
- 第2位 オレクシイ・セメネンコ（ウクライナ）
- 第3位 ウィリアム・ハーゲン(William Hagen)（アメリカ）
- 第4位 トビアス・フェルドマン（ドイツ）
- 第5位 ステファン・ウォーツ（アメリカ）
- 第6位 毛利文香（日本）

（ファイナリスト） キム・ボンソリ（韓国）、チン・ウィリアム・イー・ウェイ（台湾）、リム・イーヨン（韓国）、シャオ・ワン（中国）、イ・イーヨン（韓国）

### 2016年 ピアノ部門
- 第1位 ルーカス・ヴォンドラチェク（チェコ）
- 第2位 ヘンリー・クレーマー（英語版）（アメリカ）
- 第3位 アレクサンダー・ベイヤー（アメリカ）
- 第4位 ハン・チホ（英語版）（韓国）
- 第5位 アリョーシャ・ユリニッチ（ドイツ語版）（クロアチア）
- 第6位 アルベルト・フェッロ(Alberto Ferro)（イタリア）

（ファイナリスト） ホワン・ルオユー（中国）、岡田奏（日本）、ラリー・ウェン(Larry Weng)（アメリカ）、ハン・H・スー（韓国）、今田篤（日本）、キム・ヨンジ（韓国）

### 2017年 チェロ部門
- 第1位 ヴィクトル・ジュリアン＝ラフェリエール（英語版）（フランス）
- 第2位 岡本侑也（日本）
- 第3位 サンチャゴ・カニヨン＝ヴァレンシア (Santiago Canon-Valencia)（コロンビア）
- 第4位 オーレリアン・パスカル (AURELIEN PASCAL)（フランス）
- 第5位 イヴァン・カリズナ（英語版）（ベラルーシ）
- 第6位 ブランノン・コー（アメリカ）

（ファイナリスト） ブリュノ・フィリップ（フランス）、アストリク・シラノシアン（フランス）、シハオ・へ（中国）、ソンミン・カン（韓国）、イ・ヨンヒュン（韓国）、ヤン・ルヴィオノワ（フランス）

### 2018年 声楽部門
- 第1位 サミュエル・ハッセルホルン（フランス語版）(バリトン、ドイツ)
- 第2位 エヴァ・ザイチーク(メゾソプラノ、フランス)
- 第3位 アオ・リー(バス、中国)
- 第4位 ロシオ・ペレス(ソプラノ、フランス)
- 第5位 エロイーズ・マス(メゾソプラノ、フランス)
- 第6位 マリアンヌ・クルー(ソプラノ、ベルギー

（ファイナリスト） ヘルマン・エンリケ・アルカンターラ(バリトン、アルゼンチン)、アレックス・デソシオ(バリトン、アメリカ)、ユーリー・ハゼツキー(バリトン、ウクライナ)、ソーヨン・リー(ソプラノ、韓国)、ダニロ・マトヴィエンコ(バリトン、ウクライナ)、シャルロッテ・ワインベルク(ソプラノ、ベルギー)

### 2019年 ヴァイオリン部門
- 第1位 ステラ・チェン（英語版） （アメリカ）
- 第2位 ティモシー・チョイ（英語版） （カナダ）
- 第3位 スティーヴン・キム （アメリカ）
- 第4位 シャノン・リー （アメリカ）
- 第5位 ユーリア・プシュケル （ハンガリー）
- 第6位 イオアーナ・クリスティナ・ゴイチェア（英語版） （ルーマニア）

（ファイナリスト） ルーク・スー（アメリカ）、シルヴィア・ファン（ベルギー）、岡本誠司（日本）、エヴァ・ラプチェフスカ（ウクライナ）、チ・ウォンソン（韓国）、宇野由樹子（日本）

### 2021年 ピアノ部門
- 第1位 Jonathan Fournel（フランス）
- 第2位 Sergei Redkin（ロシア）
- 第3位 務川慧悟（日本）
- 第4位 阪田知樹（日本）
- 第5位 Vitaly Starikov（ロシア）
- 第6位 Dmitry Sin（ロシア）[注釈 1]

### 2022年 チェロ部門
- 第1位 Hayoung Choi（韓国）
- 第2位 Yibai Chen（中国）
- 第3位 Marcel Johannes Kits（エストニア）
- 第4位 Oleksiy Shadrin（ウクライナ）
- 第5位 Petar Pejčić（セルビア）
- 第6位 Bryan Cheng（カナダ）[注釈 2]

（ファイナリスト） Jeremias Fliedl(オーストリア)、Stéphanie Huang（ベルギー）、Woochan Jeong（韓国）、Taeguk Mun（韓国）、Samuel Niederhauser（スイス）、Sul Yoon（韓国）

2024年 ヴァイオリン部門

### 2025年 ピアノ部門
- 第1位 Nikola Meeuwsen（オランダ）
- 第2位 久末航（日本）
- 第3位 Valère Burnon（ベルギー）
- 第4位 Arthur Hinnewinkel（フランス）
- 第5位 亀井聖矢（日本）
- 第6位 Sergey Tanin（ロシア）

（ファイナリスト） 吉見友貴（日本）、Nathalia Milstein（フランス）、Rachel Breen（アメリカ）、Jiaxin Min（中国）、桑原志織（日本）、Mirabelle Kajenjeri（フランス）